# The Death of Slim Shady (Coup de Grâce)
The Death of Slim Shady (Coup de Grâce); en español: La Muerte de Slim Shady (Golpe de Gracia) es el duodécimo álbum de estudio del cantante y productor estadounidense Eminem. Fue publicado el 12 de julio de 2024 por los sellos discográficos Aftermath Entertainment, Interscope Records y Shady Records. El álbum tiene diecinueve canciones más dos bonus track, contando  con las colaboraciones de Ez Mil, Jelly Roll, Big Sean, BabyTron, White Gold, Sly Pyper Jordan, Skylar Grey, Dem Jointz, 2 Chainz, Bizarre y J.I.D. La producción estuvo a cargo principalmente del propio Eminem, junto con Dem Jointz, Fredwreck, Cubeatz, Cole Bennett, Dr. Dre, Luis Resto, entre otros.

## Antecedentes
El álbum hace referencia al ampliamente conocido alter ego de Eminem, Slim Shady. El 19 de marzo de 2024, el productor y colaborador Dr. Dre, mientras estaba en Jimmy Kimmel Live!, reveló que Eminem estaba trabajando en su próximo álbum de estudio y que se lanzaría en 2024.
El 26 de abril de 2024, durante el evento del draft de la NFL de 2024 en su ciudad natal, Detroit, compartió un video al estilo del programa de crímenes reales Unsolved Mysteries que plantea la pregunta "¿quién mató a Slim Shady?", refiriéndose a su alter ego. Un reportero vestido con una gabardina, enumera los enemigos que Shady se ha creado a lo largo de los años y el rapero 50 Cent comenta sobre el personaje. El teaser también incorporó clips de «My Name Is» (1999), «Without Me» (2002) y «The Real Slim Shady» (2000). El álbum y la fecha de lanzamiento tentativa se anunciaron al final del vídeo de 56 segundos de duración, junto con la oportunidad de guardar previamente el disco.
Un obituario falso del alter ego de Eminem, Slim Shady, apareció en la edición del 13 de mayo del periódico Detroit Free Press como promoción del álbum. Eminem aparece con un mono y una máscara de hockey como su personaje Slim Shady, mientras que el obituario dice: "En última instancia, las mismas cosas que parecían ser las herramientas que usaba se convirtieron en tarjetas de visita que definieron una existencia que sólo podía llegar a un repentino y horrible Su compleja y torturada existencia ha llegado a su fin, y el legado que deja no está más cerca de resolverse que la forma en que este personaje partió de este mundo".
El 21 de mayo de 2024, Eminem hizo una publicación críptica en sus redes sociales, que contenía un video con un chat de iMessage dirigido a "Todos los contactos" con el mensaje "... ¡y para mi último truco!" Eminem cambió sus fotos de perfil en las redes sociales para que coincidan con el emoji de conejo con sombrero de copa usado en la publicación. Después de la publicación, los fanáticos recurrieron a las redes sociales para expresar sus preocupaciones y teorías sobre el posible retiro de Eminem.
El 9 de julio de 2024, Eminem reveló la portada del álbum en sus páginas de redes sociales.

## Sencillos
El 28 de mayo de 2024, Eminem publicó un vídeo conjunto con el mago David Blaine.  El video muestra un FaceTime entre Eminem y Blaine, con el primero pidiendo ayuda y un truco de magia, al que el segundo responde comiéndose una copa de vino.  Luego muestra una vista previa de la canción «Houdini» tocando un breve fragmento instrumental. Al final del clip, se revelaron el título de la canción y la fecha de lanzamiento. Fue lanzado el 31 de mayo de 2024 como sencillo principal, junto con un vídeo musical que lo acompaña. El sencillo fue un éxito comercial, alcanzando el puesto número uno en doce países y en el Global 200.
El 28 de junio de 2024, Eminem publicó un adelanto del segundo sencillo del álbum, titulado «Tobey», una colaboración con sus compañeros raperos estadounidenses Big Sean y BabyTron. El breve clip en blanco y negro mostraba a Eminem con una máscara de Jason Voorhees y empuñando una motosierra mientras estaba de pie junto a los artistas destacados, con un fragmento instrumental sonando de fondo. La canción fue lanzada el 2 de julio. El 8 de julio se lanzó un video musical de Lyrical Lemonade para la canción, luego de un retraso de 3 días debido a una producción inacabada.

## Recepción
Tras el lanzamiento, las críticas del álbum fueron mixtas, Melissa Ruggierri de USA Today, calificó el álbum como un "golpe mortal" para el alter ego de Eminem. Más adelante en la reseña, afirmó que el álbum "revela los horrores y angustias de Slim Shady en secuencia, y aunque no es el viaje más tranquilo, querrás experimentarlo con frecuencia para comprenderlo completamente". Declaró que la mejor pista del álbum fue «Somebody Save Me», citándola como un "final con lágrimas en los ojos del viaje de Slim Shady". Rolling Stone le dio al álbum una crítica positiva al afirmar: "Una vez más, la leyenda del rap demuestra no sólo su incomparable destreza lírica, sino también su capacidad para crear colaboraciones que combinan artistas experimentados y talentos emergentes, cada uno agregando su toque único a los temas de su vida personal. crecimiento, introspección y evolución artística."
Detroit Free Press le dio al álbum una crítica positiva diciendo: "La producción es ajustada, el juego de palabras confiablemente inteligente, el flujo vocal seguro y versátil". Al mismo tiempo, agregó que el álbum está en la misma liga que sus álbumes anteriores, The Eminem Show y Encore, siendo este último literalmente la canción «Brand New Dance» que se grabó en gran parte en 2004. Complex Networks declaró que el álbum era "mierda clásica de Slim Shady".
Clash declaró que "The Dead of Slim Shady (Coup de Grace) no parece un final, pero tampoco una continuación", y luego afirmó que presenta algunos de los mejores raps de Eminem en décadas. Mientras tanto, The Independent le dio al álbum dos de cinco estrellas, afirmando que este álbum fue creado para que "Mathers se quede con el pastel y se lo coma, para complacer su juego de palabras anterior, deliberadamente ofensivo, con el pretexto de luchar contra la personalidad sombría interior: la realidad".

## Lista de canciones
| N.º | Título                                   | Productor(es) | Duración |  |
| 1.  | «Renaissance»                            | Eminem        | 1:38     |  |
| 2.  | «Habits» (con White Gold)                | White Gold    | 4:58     |  |
| 3.  | «Trouble»                                | Dem Jointz    | 0:42     |  |
| 4.  | «Brand New Dance»                        | Eminem        | 3:27     |  |
| 5.  | «Evil»                                   | Don Cannon    | 3:50     |  |
| 6.  | «All You Got» (skit)                     | Eminem        | 0:24     |  |
| 7.  | «Lucifer» (con Sly Pyper)                | Dr. Dre       | 4:22     |  |
| 8.  | «Antichrist» (con Bizarre)               | Eminem        | 5:14     |  |
| 9.  | «Fuel» (con J.I.D)                       | Mr. Porter    | 3:34     |  |
| 10. | «Road Rage» (con Dem Jointz y Sly Pyper) | Dr. Dre       | 3:38     |  |
| 11. | «Houdini»                                | Eminem        | 3:47     |  |
| 12. | «Breaking News» (skit)                   | Eminem        | 0:37     |  |
| 13. | «Guilty Conscience 2»                    | Eminem        | 5:26     |  |
| 14. | «Head Honcho» (con Ez Mil)               | Eminem        | 3:55     |  |
| 15. | «Temporary» (con Skylar Grey)            | Skylar Grey   | 4:58     |  |
| 16. | «Bad One» (con White Gold)               | Eminem        | 4:30     |  |
| 17. | «Tobey» (con Big Sean y BabyTron)        | Bennett       | 4:45     |  |
| 18. | «Guess Who's Back» (skit)                | Eminem        | 1:03     |  |
| 19. | «Somebody Save Me» (con Jelly Roll)      | Benny Blanco  | 3:50     |  |

| Bonus Track #1 |                               |               |          |  |
| N.º            | Título                        | Productor(es) | Duración |  |
| 20.            | «Kyrie & Luka» (con 2 Chainz) |               | 4:13     |  |

| Bonus Track #2 |                |               |          |  |
| N.º            | Título         | Productor(es) | Duración |  |
| 21.            | «Like My Shit» |               | 3:49     |  |

## Videoclips
- «Houdini» (31 de mayo de 2024)
- «Tobey» (8 de julio de 2024)
- Somebody Save Me (19 de julio de 2024)
- Temporary

## Créditos
- Eminem - voz, composición
- Luis Resto – teclados (pista 11), teclados adicionales (17)
- Steve Miller - voces adicionales (pista 11)
- Brian "Big Bass" Gardner - masterización (pistas 11, 17)
- Mike Strange - mezcla, ingeniería (pistas 11, 17)
- Tony Campana - ingeniería (pistas 11, 17)
- Quentin "Q" Gilkey - ingeniería (pista 11)
- James Johnson - ingeniería (pista 17)
- Milan Becker - ingeniería (pista 17)
- Tom Kahre - ingeniería (pista 17)